# Half Way Tree
Half Way Tree è un comune della Giamaica, situato nella parrocchia di Saint Andrew, della quale è il capoluogo.